# Diplostomum clavatum
Diplostomum clavatum är en plattmaskart. Diplostomum clavatum ingår i släktet Diplostomum och familjen Diplostomatidae. Inga underarter finns listade i Catalogue of Life.